# Panstenon australe
Panstenon australe är en stekelart som beskrevs av Girault 1913. Panstenon australe ingår i släktet Panstenon och familjen puppglanssteklar. Inga underarter finns listade i Catalogue of Life.